# Acueducto de Los Ángeles
El Acueducto de Los Ángeles (en inglés: Los Angeles Aqueduct) o El sistema del acueducto de Los Ángeles, que comprende el acueducto de Los Ángeles (Acueducto del Valle Owens) y el segundo acueducto de Los Ángeles, es un sistema de conducción de agua, construido y operado por el Departamento de Agua y Energía de Los Ángeles, en California al oeste de Estados Unidos. El acueducto del valle Owens fue diseñado y construido por el departamento de agua de la ciudad, bajo la supervisión del departamento del Ingeniero Jefe William Mulholland. El sistema de entrega de agua del río Owens en el este de las montañas de la Sierra Nevada hasta Los Ángeles, California. Su construcción fue polémica desde el principio, ya que las desviaciones de agua a Los Ángeles eran sobre todo para la agricultura en el valle de Owens, y su funcionamiento ha llevado a debate público la legislación, y a los tribunales las batallas sobre los impactos ambientales del acueducto sobre el lago Mono y otros ecosistemas.